# لامبرت باكارد
لامبرت باكارد (بالإنجليزية: Lambert Packard)‏ هو مهندس معماري أمريكي، ولد في 1832 في كوفنتري في الولايات المتحدة، وتوفي في 1906.